# Il mercante delle quattro stagioni
Il mercante delle quattro stagioni (Händler der vier Jahreszeiten) è un film drammatico prodotto in Germania Ovest nel 1971 e diretto da Rainer Werner Fassbinder.

## Trama
Il film si svolge negli anni cinquanta. Hans è un giovane disprezzato dalla madre, che gli preferisce la sorella Heidi, perfettamente integrata nella vita piccolo borghese cittadina. La madre gli ha impedito di lavorare come meccanico perché preferiva che continuasse a studiare piuttosto che intraprendere "un mestiere che gli sporcasse le mani" e Hans, per sfuggire alla sua tutela, si arruola nella legione straniera. Tornato a casa dopo alcuni anni, la madre lo accoglie con queste parole: «I migliori muoiono giovani, solo tu ritorni».
Hans si arruola nella polizia locale, ma ben presto viene sorpreso da un superiore mentre si fa corrompere da una prostituta e viene espulso. Allora inizia un'attività di venditore ambulante di frutta e verdura girando per i cortili delle case. Hans ha sposato Irmgard, una donna che non lo ama e che passa il tempo a tormentarlo. Nel suo giro quotidiano, una mattina Hans rivede il suo "grande amore" di gioventù, una donna che non ha voluto sposarlo perché apparteneva a una classe sociale superiore. La donna cerca di attirare Hans in casa con un pretesto, ma lui rifiuta. La moglie tuttavia si insospettisce per il ritardo e, per sfuggire all'ennesimo litigio, Hans si rifugia in una birreria; tornato a casa, si sfoga picchiandola in presenza della figlia Renate.
Irmgard, dopo aver cercato aiuto alla suocera e alla cognata, che le danno pienamente ragione e affermano che Hans è un buono a nulla, chiede il divorzio, ma Hans viene colpito da un infarto e la famiglia si ricostituisce. Poiché non può più eseguire lavori pesanti, assume come garzone un ragazzo con il quale la moglie lo aveva tradito mentre era ricoverato in ospedale. Per eliminare quel testimone scomodo, Irmgard lo fa licenziare attraverso uno stratagemma, ma presto Hans si accorge dell'inganno e, rifugiatosi nuovamente in una birreria si confida a Harry, conosciuto anni prima nella legione. Harry diventa suo socio, conquista la fiducia della moglie e della figlia di Hans e gli affari cominciano ad andare meglio. Tuttavia Hans diventa sempre più taciturno e piomba a poco a poco in una profonda depressione quando si accorge di essere sempre meno necessario per la famiglia. Dopo una visita di addio alla madre, si reca ancora in birreria dove, in presenza di Harry, della moglie e di altre persone, si ubriaca fino a morire.

## Produzione
Il mercante delle quattro stagioni è il primo film prodotto dalla Tango Film, la casa di produzione fondata dallo stesso Fassbinder insieme a Michael Fengler. Girato a basso costo (178 000 marchi) in soli undici giorni nell'agosto 1971, il film fu proiettato per la prima volta a Parigi il 10 febbraio 1972 ricevendo per la prima volta un plauso unanime dalla critica, che apprezzò la semplicità con cui la storia racconta un dramma privato di violenza domestica e di depressione, ma anche l'universo opprimente del miracolo economico tedesco dell'«era Adenauer» con le sue contraddizioni sociali.